# Tines de la Baga de les Cucoles
Les tines de la Baga de les Cucoles és una obra del municipi del Pont de Vilomara i Rocafort (Bages) protegida com a bé cultural d'interès local.

## Descripció
La tina se situa pròxima al camí que ressegueix la riera de Mura.
És una construcció formada per una tina i una barraca. Es tracta d'una tina de planta circular a l'interior i rectangular a l'exterior. La part inferior dels murs és feta amb pedra i morter de calç i la part superior, amb pedra sense material d'unió. La llinda per a l'entrada i la coberta s'han esfondrat. Es creu, per la inclinació del parament, que la coberta podria haver tingut una certa inclinació.
L'interior del dipòsit era recobert de rajoles de ceràmica envernissades lleugerament corbades. El broc es localitza a l'interior de la barraca, i consisteix en un bloc de pedra amb un forat.
La barraca es troba adossada al parament est de la tina. És de planta rectangular. Els murs són de pedra seca, excepte el parament sud que aprofita sortint d'una roca. La llinda de la porta no s'ha conservat. A l'interior hi ha el broc de la tina.
L'estat de conservació general no és gaire bo.